# Haupttat
Der Begriff der Haupttat wird im Strafrecht Deutschlands im Rahmen der Lehre von Täterschaft und Teilnahme verwendet. Er bezeichnet die begangene Tat, die Gegenstand einer Teilnahmehandlung werden kann. Teilnehmer wiederum ist entweder der Anstifter nach § 26 StGB oder der Gehilfe nach § 27 StGB.
Da eine Anstiftung die Bestimmung eines anderen zu dessen rechtswidriger Tat und Beihilfe die Hilfeleistung bei der rechtswidrigen Tat eines anderen voraussetzt, wird deutlich, dass sich die Teilnahme eben auf eine andere Tat beziehen muss, die im strafrechtlichen Sprachgebrauch dann als Haupttat bezeichnet wird.
Der Vorsatz zur Haupttat muss dabei beim Gehilfen nicht so konkretisiert sein wie beim Anstifter.